# Výprava české šlechty do Janova

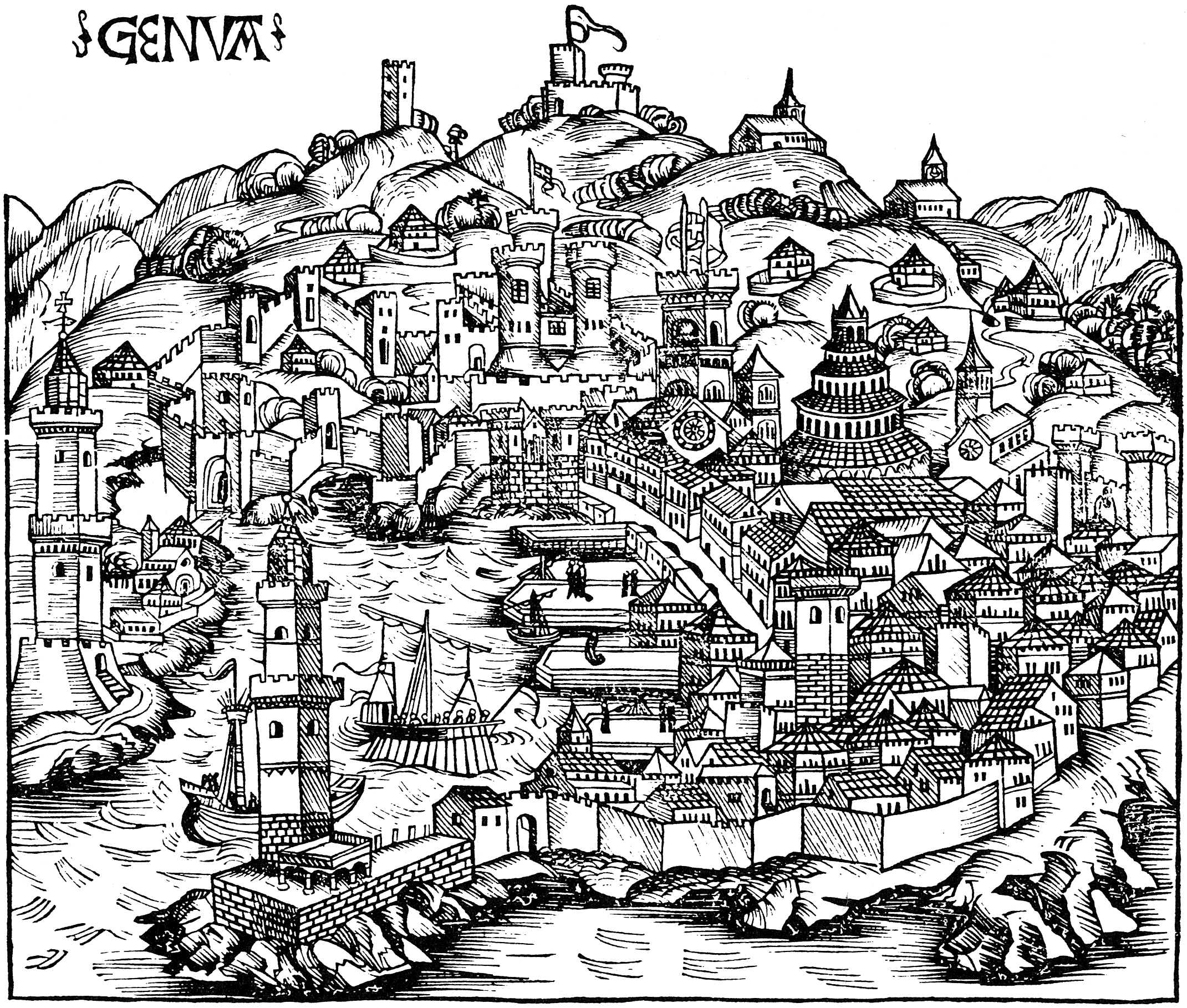
Janov okolo roku 1490

Výprava české šlechty do Janova uskutečněná v letech 1551–1552 byla součástí doprovodu následníka českého trůnu Maxmiliána při jeho cestě do Španělska, aby odtamtud přivedl svou manželku do Vídně. Česká šlechta Maxmiliána doprovázela jen do severní Itálie, kde strávila tři měsíce, aby pak Maxmiliána doprovodila zase zpět do rakouských zemí.
Výprava a pobyt v renesanční Itálii měl velký význam pro rozšíření kulturního i politického rozhledu českých šlechticů.

## Poslání a přípravy výpravy
Výprava české šlechty do Itálie se odehrála jen čtyři roky po potlačení stavovského odboje roku 1547 a měla krom jiného také ukázat novou oddanost české šlechty svému panovníkovi. Posláním výpravy bylo poskytnutí doprovodu následníkovi českého trůnu Maxmiliánovi, který pak měl sám z Janova pokračovat do Španělska, kde byl v letech 1548–1550 místodržitelem, aby zde vyzvedl svou manželku Marii Španělskou a přivedl ji do Vídně.

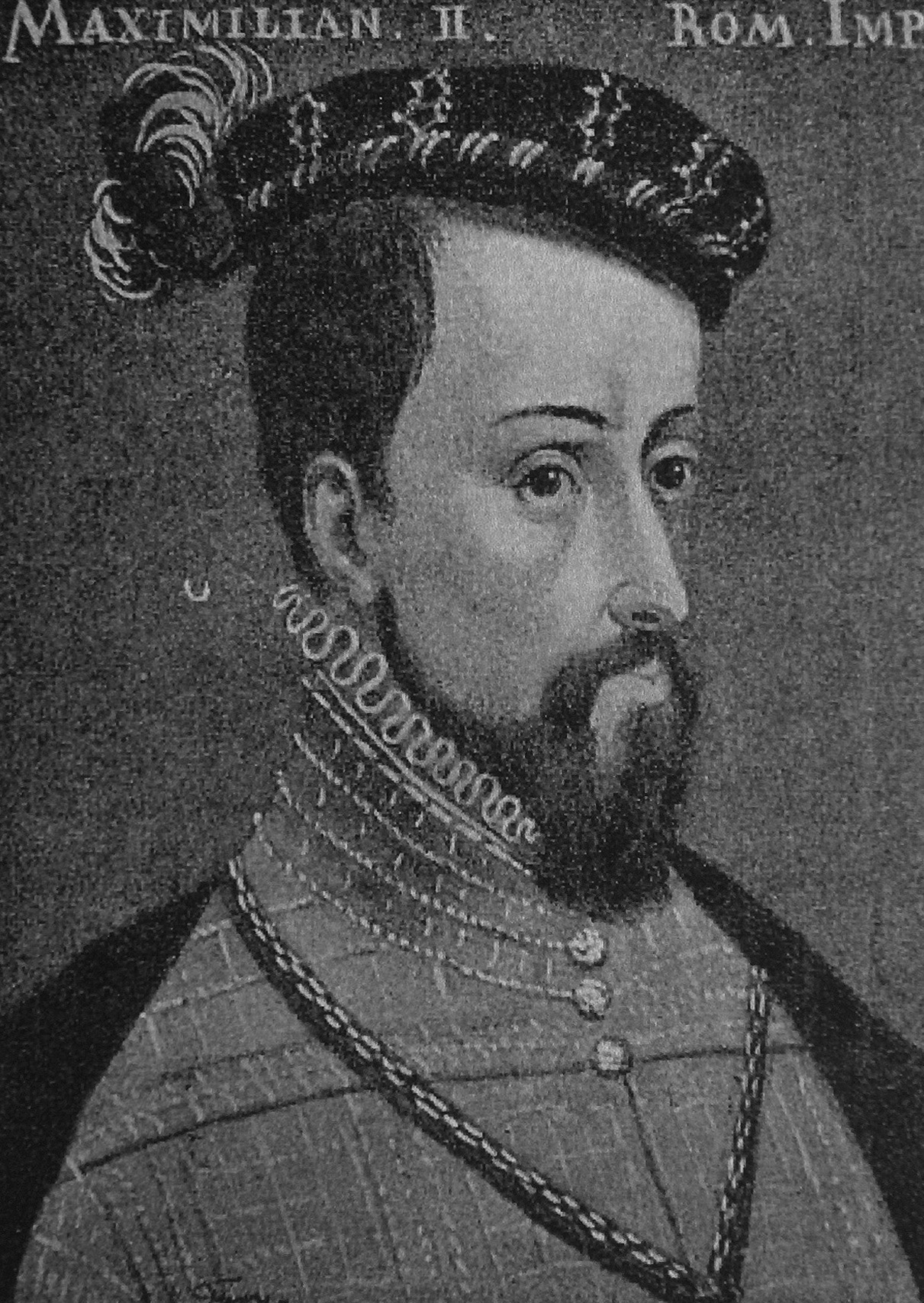
Maxmilián II., kterého česká šlechta do Itálie doprovázela

Navíc Itálie byla pro šlechtu přitažlivá, neboť se v ní rozvíjel humanismus, věda i obchod. Cesta však byla zároveň velmi nákladnou záležitostí, takže ne každý šlechtic přizvaný k výpravě byl nadšen, a některé musel Ferdinand I. dokonce několikrát vyzývat.

## Cesta a pobyt v Itálii
Česká část výpravy, která se připojila k rakouským účastníkům, čítala nakonec asi 200 lidí, které vedl mladý Vratislav z Pernštejna. Celkem se na cestu vydalo 53 českých pánů a rytířů, různého věku i vyznání. Vybíráni byli většinou podle jejich vztahu k Habsburkům, přednost měli zejména šlechtici, kteří králi sloužili jako dvořané či úředníci, či byli jejich blízkými příbuznými.
Cesta do Janova započatá roku 1551 vedla přes města Linec, Salcburk, Innsbruck, Brixen, Bolzano, Trident, Mantovu a Milán. Denně bylo možné urazit podle charakteru terénu 30–70 km a cesta byla přerušována několikrát za týden jednodenními přestávkami, takže za týden se urazilo asi 150–300 km.
Zatímco Maxmilián pokračoval lodí do Španělska, čeští šlechtici se ubytovali ve městě Voghera, vzdáleném asi 100 km na sever od Janova, či v Pavii a navázali styky s místní šlechtou a duchovenstvem, takže měli možnost poznat místní stravu a módu, místní prostitutky či širší souvislosti habsburské politiky. Po třech měsících Maxmilián i s manželkou dorazil do Janova, zpáteční cesta však ubíhala pomaleji, takže Vánoce strávili čeští šlechtici v Tyrolsku a do českých zemí se vrátili počátkem roku 1552.

## Význam výpravy

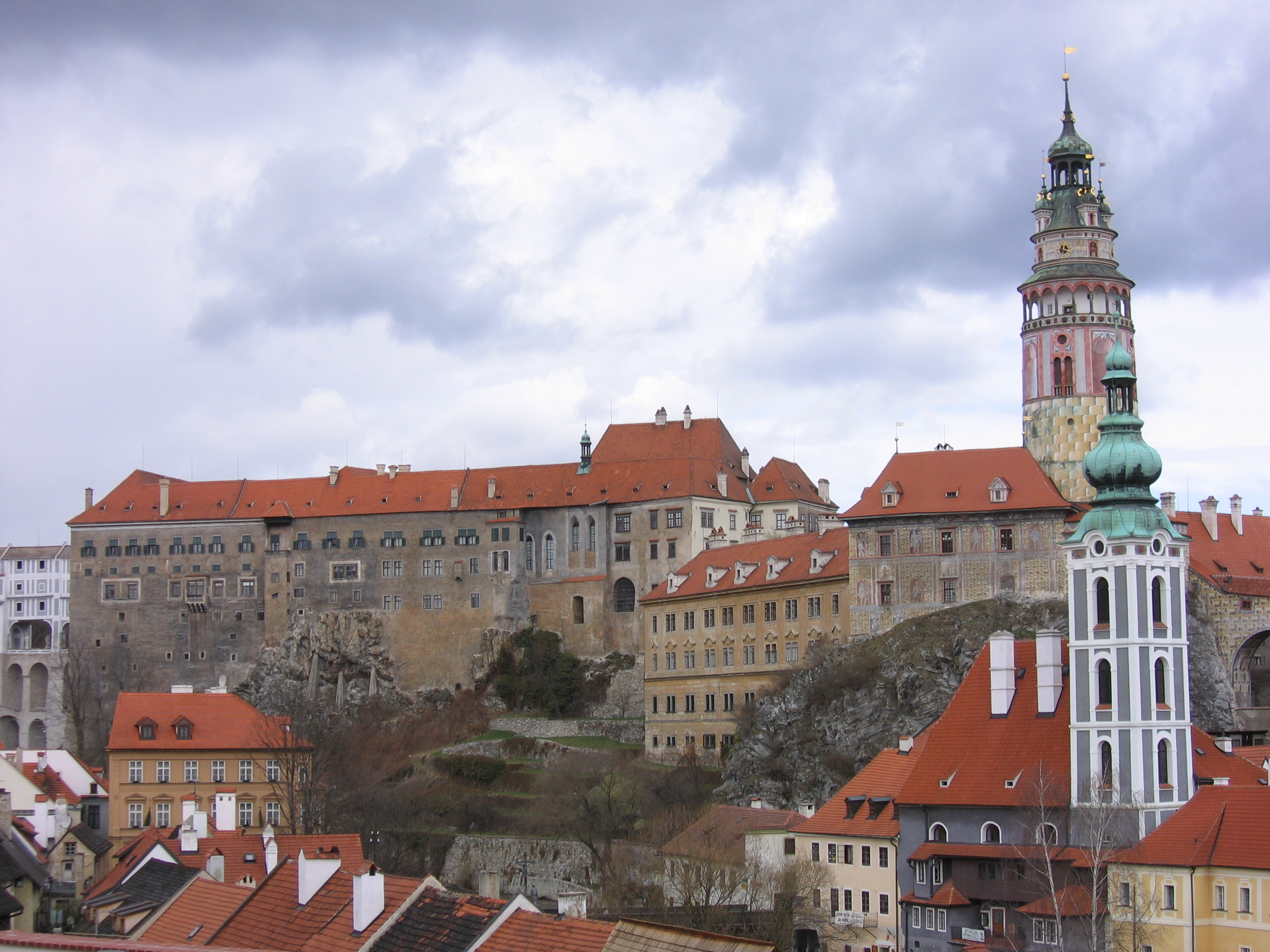
Vliv italské renesance se projevil i na přestavbě rožmberského Českého Krumlova

Výprava do Itálie měla na české šlechtice především kulturní vliv. Účastníci poznali italský způsob života a italskou renesanci a manýrismus, kterou se snažili napodobit. Například Vilém z Rožmberka si na svém sídle podle italského vzoru vytvořil hudební soubor a na základě dojmů z cesty nechal vzniknout legendě o italském původu rodu. Neméně významný byl pobyt v Itálii pro poznání silných i slabých stránek Habsburků, což přispělo ke zlepšení politické obratnosti českých šlechticů. A v neposlední řadě přispěla řada společně strávených měsíců k prohloubení sociálních vazeb mezi šlechtici (ať už pozitivních, tak negativních).

## Účastníci (výběr)
- Jan z Donína
- Zachariáš z Hradce
- Mikuláš Popel z Lobkovic
- Vratislav II. z Pernštejna
- Vilém z Rožmberka
- Jaroslav I. Smiřický ze Smiřic
- Václav Holický ze Šternberka
- Adam ze Švamberka
- Vilém Trčka z Lípy